# 바리뇽 정리 (역학)
바리뇽의 정리(영어: Varignon's theorem)는 같은 평면 상에 있는 한 점에 작용하는 여러 힘에 대해, 평면의 임의 점에서의 모멘트 대수합은 동일점에 대한 이들 힘의 합력 모멘트와 같다는 정리이다.

## 예시
그림에서 15와 20의 힘의 합력의 크기와 위치를 구할 때 바리뇽의 정리를 쓸 수 있다. 우선 합력은 15와 20의 힘이 모두 윗방향으로 작용하고 있으므로 둘을 더해서 35이다. 이제 모멘트를 구하면 된다. 모멘트는 아무 점에서 구해도 상관없다. 왼쪽의 15를 기준으로 합력의 모멘트와, 원래 힘들의 모멘트가 같다고 한다. 그러면 35x = 20×10m이다. 따라서 x = 200/35 = 5.71m로, 바리뇽의 원리를 이용해 합력의 작용 위치를 구할 수 있다.